# Manoir de Vau
Le manoir de Vau est un manoir situé à Louerre, en France.

## Localisation
Le manoir est situé dans le département français de Maine-et-Loire, sur la commune de Louerre.

## Historique
L'édifice est inscrit au titre des monuments historiques en 1965.